# Astragalus euchlorus
Astragalus euchlorus är en ärtväxtart som beskrevs av Kun Tsun Fu. Astragalus euchlorus ingår i släktet vedlar, och familjen ärtväxter. Inga underarter finns listade i Catalogue of Life.